# Suceso mediático
Suceso mediático es el nombre genérico que se da a aquellos casos, bien sean hechos delictivos o accidentes desgraciados, que han recibido una atención extraordinaria por parte de los medios de comunicación. Dicha atención supone un seguimiento puntual y diario sobre el hecho en cuestión que levanta una gran expectación de público, abriendo informativos o noticiarios de las distintas televisiones, y secciones concretas en diarios y revistas.  

## Definición del proceso
Para que un suceso tenga el carácter de mediático, es necesario que sea un proceso. A partir de un momento determinado (una desaparición, un crimen, una violación…) los medios ponen su atención en el suceso desencadenante, y su evolución a lo largo del tiempo (días, semanas, o meses) es objeto de la atención de los medios, que informan a sus lectores, oyentes, espectadores a medida que va avanzándose hacia una solución. Los medios de comunicación, son los principales responsables para que un suceso se haga mediático, arrastrando a las audiencias y a otros medios. Normalmente son los programas de formato magazín, los que arrastran grandes audiencias y dedican la segunda parte de su tiempo a tratar todo tipo de sucesos: desapariciones, asesinatos, secuestros etc.
Los sucesos o casos mediáticos siguen unas pautas dramáticas que se retransmiten a los espectadores. La unidad espacio/tiempo simplifica y sintetiza los elementos del drama. Un escenario concreto, con una ubicación física localizada y un tiempo determinado que se agota es una característica primigenia tanto de los guiones cinematográficos como de los sucesos mediáticos. Entonces el caso tiene todas las características necesarias para atraer la atención de los medios y del espectador. Internacionalmente fueron auténticos casos mediáticos la muerte de la Lady Di y la desaparición de Madeleine McCann en el Algarve. En Chile, el caso de los 33 mineros atrapados en la mina San José por un derrumbe, atrajo la atención de todos los medios internacionales hasta su rescate 17 días después; en España, la desaparición del pequeño Julen, caído a un pozo, en el que se concentraron todos los medios de comunicación con la esperanza de que pudiera ser rescatado; en Colombia, las imágenes de la pequeña Omayra Sánchez atrapada en el lodo tras la erupción del Nevado del Ruiz y su agonía durante tres días, captaron la atención de todas las televisiones y diarios del mundo. Igualmente, el rescate de 12 niños tailandeses en la cueva Tham Luang mantuvo a la audiencia pendiente durante diecisiete días. 

## Espectáculos mediáticos
Noticias de este tipo forman parte de los magazines matutinos en donde se compite por la audiencia. En algunos casos, la disposición de los familiares por atender a los medios con la esperanza de conseguir un final feliz, les hace partícipes voluntarios o involuntarios del show. El punto de partida en España para este tipo de retransmisiones fue el Crimen de las niñas de Alcácer que, ocurrido en la provincia de Valencia en 1992, llevó a las televisiones a montar sus platós en el mismo pueblo y a transmitir en directo el dolor de los familiares a medida que se iban descubriendo los detalles más macabros del caso. Tanto Antena 3 TV como la periodista Nieves Herrero recibieron muchas críticas negativas al respecto. 
Cuando un suceso que se está investigando, se traslada a los medios, hay una presión social sobre la policía  que termina dificultando la misma investigación. Para convivir con esa presión mediática, normalmente la policía cuenta con un departamento de comunicación o prensa que intenta desplazar el foco de la atención para que no recaiga sobre los investigadores.
Normalmente las víctimas son seres indefensos que son atacados por un fenómeno natural, o por un verdugo o verdugos mucho más fuertes: lo que atrapa la atención de miles de personas que siguen con fruición estos casos. Y es el momento de la justicia donde se pretende encontrar una reparación, la esperanza ante la desigualdad de la fuerza. Son entonces los juicios una representación a posteriori, donde ya no hay la unidad espacio temporal pero sí una reconstrucción de los hechos, como si se tratara de una película. Y son este tipo de casos, en muchas ocasiones, los que conforman los guiones de películas posteriores. 

## Eventos mediáticos
Otra modalidad, muy relacionada, con los sucesos mediáticos, son lo que en inglés y en alemán se denominan "eventos mediáticos", Media event o Medienereignis, respectivamente, y los pseudo-eventos, derivados de los eventos mediáticos.
Los pseudo-eventos son acontecimientos creados como parte de una estrategia de comunicación para promocionar o vender una idea, un producto o un servicio. El historiador Daniel J. Boorstin en su libro The Image: A Guide to Pseudo-events in America  establece que muchas de las noticias en Norteamérica no son tales, sino que han sido creadas para generar "ruido" por los políticos y las corporaciones. Entre este tipo de eventos están inauguraciones, conferencias, fiestas con personas famosas o "celebritis" y cualquier otro acontecimiento promocionable.
Mientras los anteriores forman parte de una estrategia de comunicación que incluye una conferencia de prensa, entrevistas, photocall etc, los Medienereignis o eventos mediáticos en alemán se trata de un evento significativo que ocurre fuera de los medios y que el público percibe como algo especial debido a la participación activa de los medios de comunicación. Ejemplos como los ataques terroristas del 11 de septiembre, determinadas bodas reales o aniversarios (la muerte de Lady Di) son acontecimientos que se desarrollan en contextos culturales significativos y que están ganando cada vez más influencia en la orientación y el significado que se ofrece en una sociedad mediática.
Los científicos Elihu Katz y Daniel Dayan, han desarrollado un enfoque antropológico: el surgimiento de comunidades rituales nacionales, a menudo internacionales y, en algunos casos, también globales como resultado de eventos mediáticos y la función especial de puesta en escena de la televisión. Esto puede considerarse un hito dentro de los medios culturales y científicos y la investigación en comunicación.

## Sucesos mediáticos por países

### Reino Unido
- Muerte de Diana de Gales
- Desaparición de Madeleine McCann

### España
- Crimen de Alcácer
- Secuestro y asesinato de Anabel Segura
- Rescate de Julen Roselló
- Asesinato de Gabriel Cruz
- Caso Diana Quer
- Accidente de Los Alfaques

### México
- Desastre minero de Pasta de Conchos (2006)
- Destrucción del manglar Tajamar (2016)
- Desaparición forzada de Iguala (2014)

### Chile
- Rescate de la mina San José (2010)

### Francia
- Asesinato de Lola Daviet, niña de 12 años (2022).[6][7]